# Sainte-Suzanne (Nordeste)
Sainte-Suzanne (em crioulo, Sent Sizàn), é uma comuna do Haiti, situada no departamento do Nordeste e no arrondissement de Trou-du-Nord. De acordo com o censo de 2003, sua população total é de 21.617 habitantes.